# جون إبرام
جون إبرام (بالإنجليزية: John Abram) هو ملحن بريطاني وكندي، ولد في 1959.

## روابط خارجية
- جون إبرام على موقع IMDb (الإنجليزية)